# Guglielmo Barnabò
Guglielmo Barnabò, né à Ancône le 11 mai 1888 et mort dans la même ville le 31 mai 1954, est un acteur de cinéma italien.
Il est apparu dans 99 films entre 1926 et 1954.

## Filmographie partielle
- 1936 : Sette giorni all'altro mondo de Mario Mattoli
- 1938 : L'orologio a cucù  de Camillo Mastrocinque
- 1939 : Marionette de Carmine Gallone
- 1939 : Eravamo sette sorelle de Nunzio Malasomma
- 1940 : Madeleine, zéro de conduite (titre original : Maddalena… zero in condotta) de  Vittorio De Sica
- 1940 : Manon Lescaut de Carmine Gallone
- 1941 : La bocca sulla strada  de Roberto Roberti
- 1941 : Scampolo de Nunzio Malasomma
- 1943 : Nos rêves   (titre original :I nostri sogni) de  Vittorio Cottafavi
- 1947 : Les Deux Orphelins (I due orfanelli) de  Mario Mattoli
- 1950 : Les Derniers Jours de Pompéi  (titre original :Gli ultimi giorni di Pompei) de Marcel L'Herbier
- 1951 : Virginité (Verginità) de Leonardo De Mitri
- 1951 : Les nôtres arrivent (Arrivano i nostri) de Mario Mattoli
- 1951 : Accidenti alle tasse!! de Mario Mattoli
- 1952 : Mademoiselle la Présidente  (titre original :La presidentessa) de  Pietro Germi
- 1953 : Il n'est jamais trop tard (Non è mai troppo tardi) de Filippo Walter Ratti
- 1954 : Le Carrousel fantastique  (titre original : Carosello napoletano) de  Ettore Giannini
- 1954 : Gran varietà, de Domenico Paolella, segment Fregoli
- 1954 : Il matrimonio d'Antonio Petrucci